# سم برنارد
سَم برنارد (انگلیسی: Sam Bernard؛ ‏ ۵ ژوئن ۱۸۶۳ – ۱۶ مهٔ ۱۹۲۷) بازیگر و هنرمند وودویل اهل بریتانیا بود.
از فیلم‌هایی که وی در آن‌ها نقش داشته‌است، می‌توان به چاقالو و ستارگان برادوی اشاره نمود.